# Lafitte-Vigordane
Lafitte-Vigordane este o comună în departamentul Haute-Garonne din sudul Franței. În 2009 avea o populație de 1.068 de locuitori.

## Evoluția populației
| An        | 1975 | 1982 | 1990 | 1999 | 2006  | 2009  |
| --------- | ---- | ---- | ---- | ---- | ----- | ----- |
| Populație | 470  | 456  | 529  | 654  | 1.026 | 1.068 |